# Vetés község
Vetés község (románul: Comuna Vetiș) község Szatmár megyében, Romániában. Központja Vetés, beosztott falvai Óvári, Újtelep.

## Népessége
A 2011-es népszámlálás adatai alapján a község népessége 4788 fő volt.